# Kontinental-Dollar

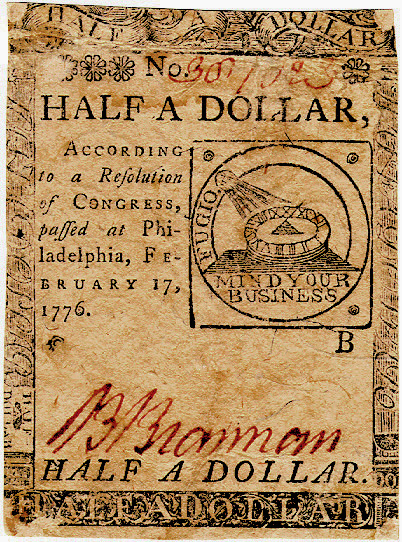
Continental Half Dollar
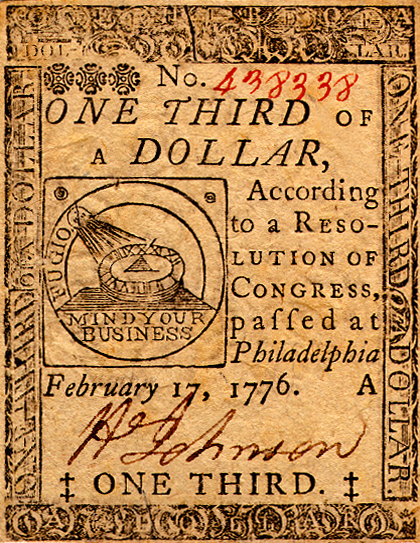
⅓ Continental Dollar
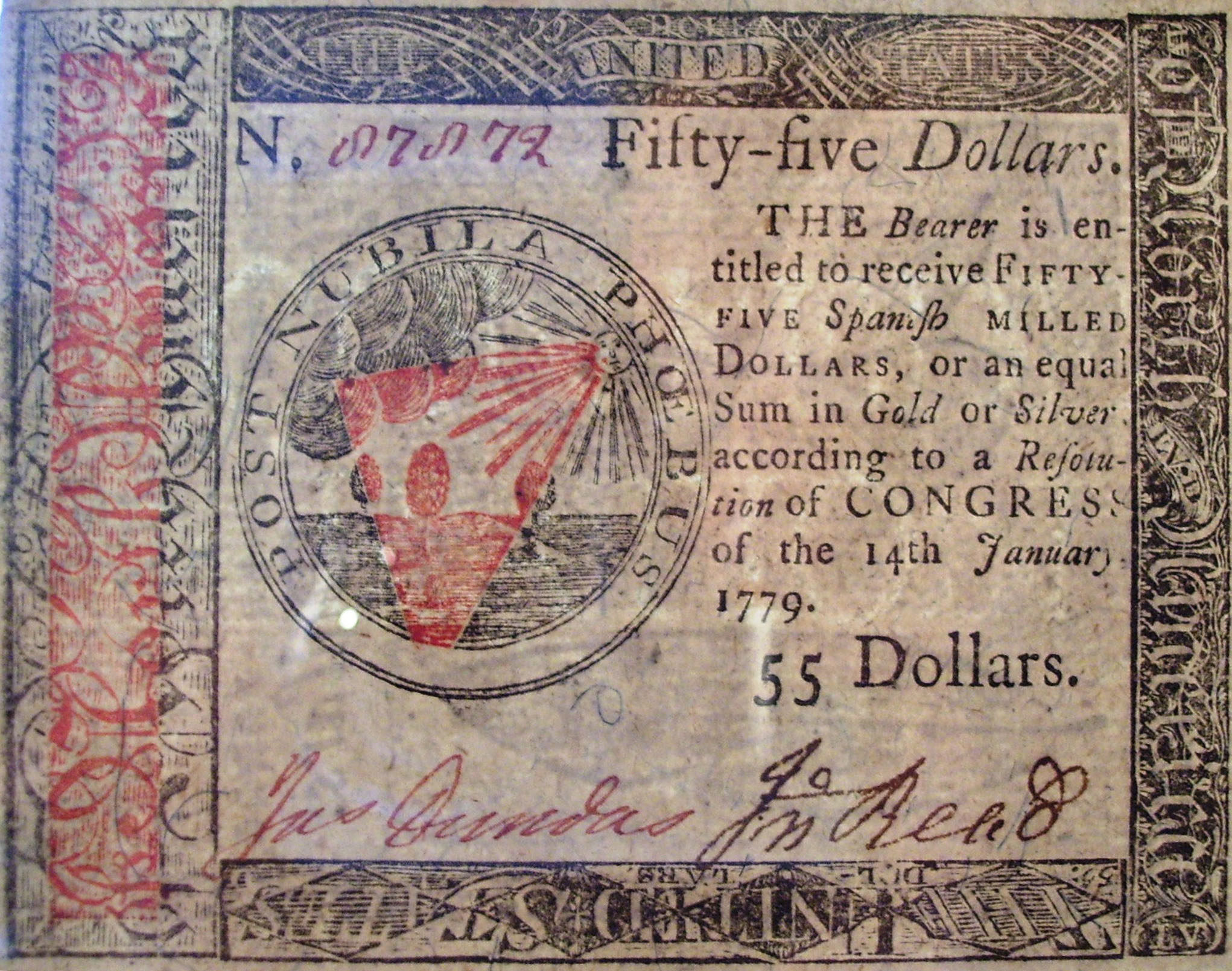
fifty-five Continental Dollar (1779)
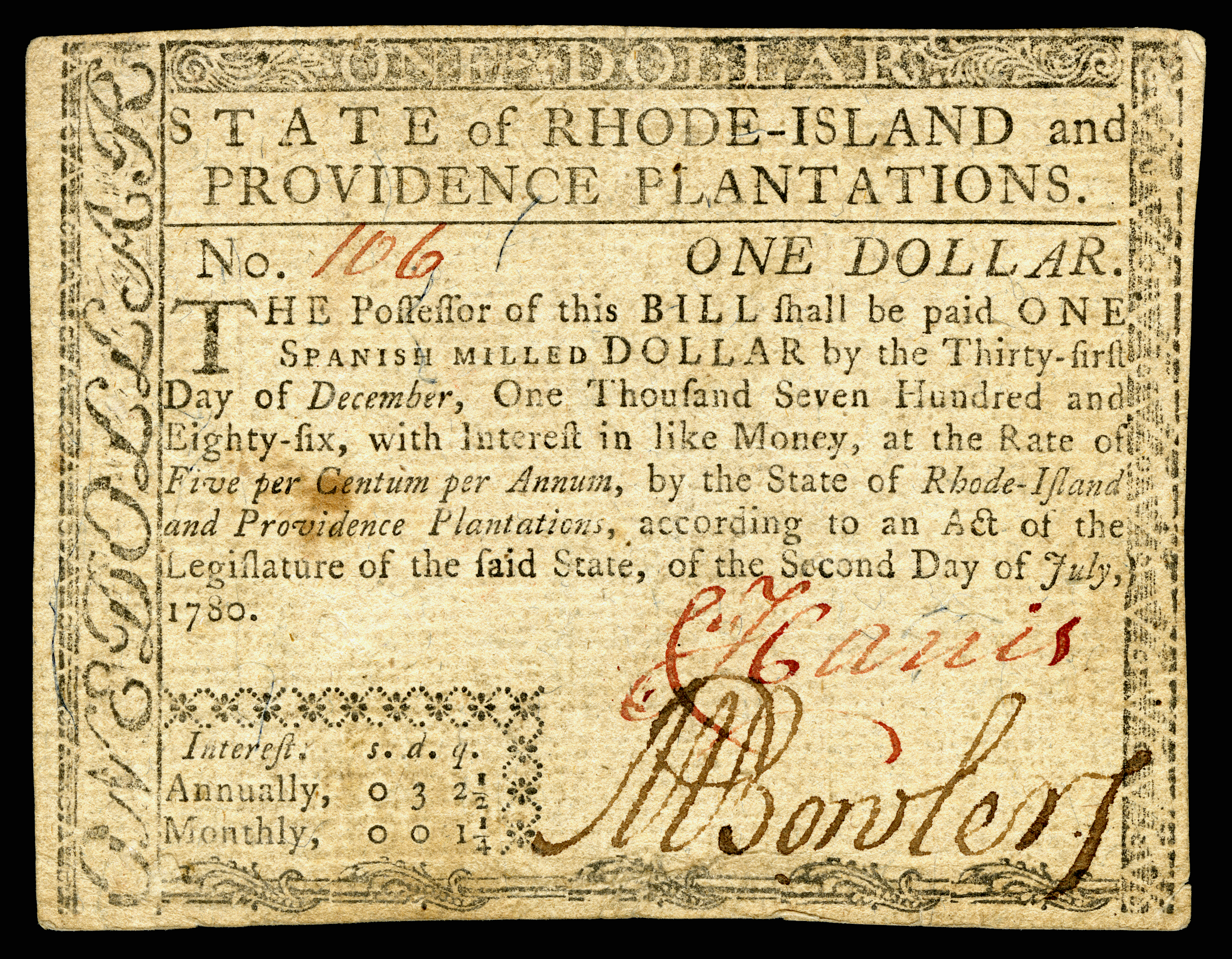
Continental one Dollar (Rhode Island)

Der Kontinental-Dollar war die erste eigene Währung der USA, die der Kontinentalkongress 1776 zur Finanzierung des Kriegs zur Unabhängigkeit vom britischen Weltreich einführte.

## Geschichte
Während des Amerikanischen Unabhängigkeitskriegs eingeführt, gab es von Anfang an wenig Vertrauen in das Papiergeld. Zwar versuchte der Kontinentalkongress, die Papier-Dollars durch Auflagen durchzusetzen, so sollte jeder, der die Akzeptanz der Noten verweigerte, als Landesfeind behandelt werden. Die wachsende Geldmenge untergrub aber schnell das ohnehin geringe Vertrauen in die neue Währung. Auch aufgrund des schwachen Finanzsystems der Kolonien und der hohen Fälschungsrate (die Briten nutzten das einfach mögliche Fälschen der Papiernoten aus) blieb die neu eingeführte Währung jedoch nicht lange im Umlauf bzw. verlor rasch an Wert. Und so war bereits im Jahre 1780 die Durchführung einer Währungsreform nötig, die in der Folge praktisch zur Enteignung aller Inhaber des ersten Dollar-Papiergelds führte. 1785 wurde dann der US-Dollar als neue Währung der USA eingesetzt.